# Michał Bąkiewicz

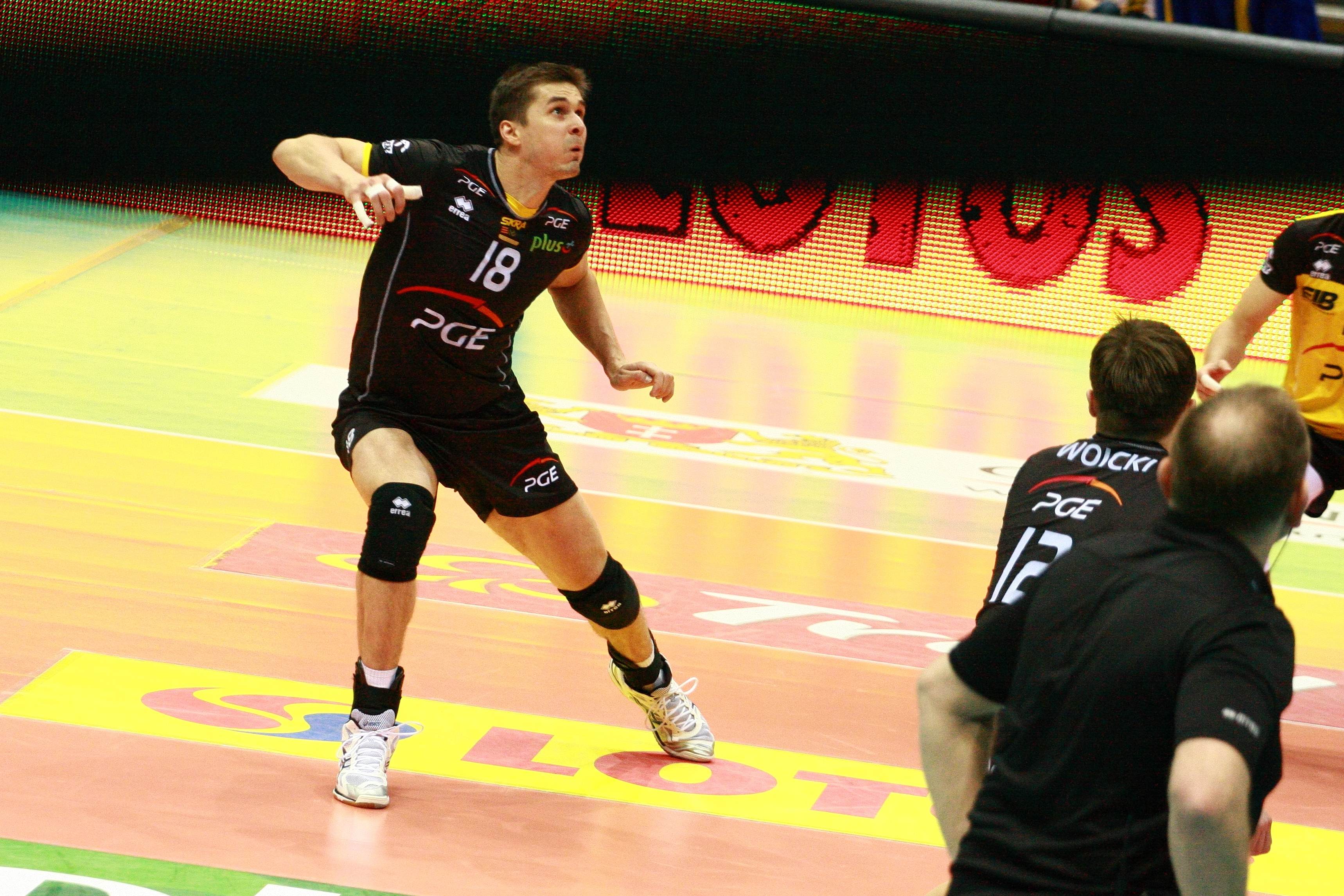
Michał Bąkiewicz zawodnikiem PGE Skry Bełchatów w sezonie 2009/2010

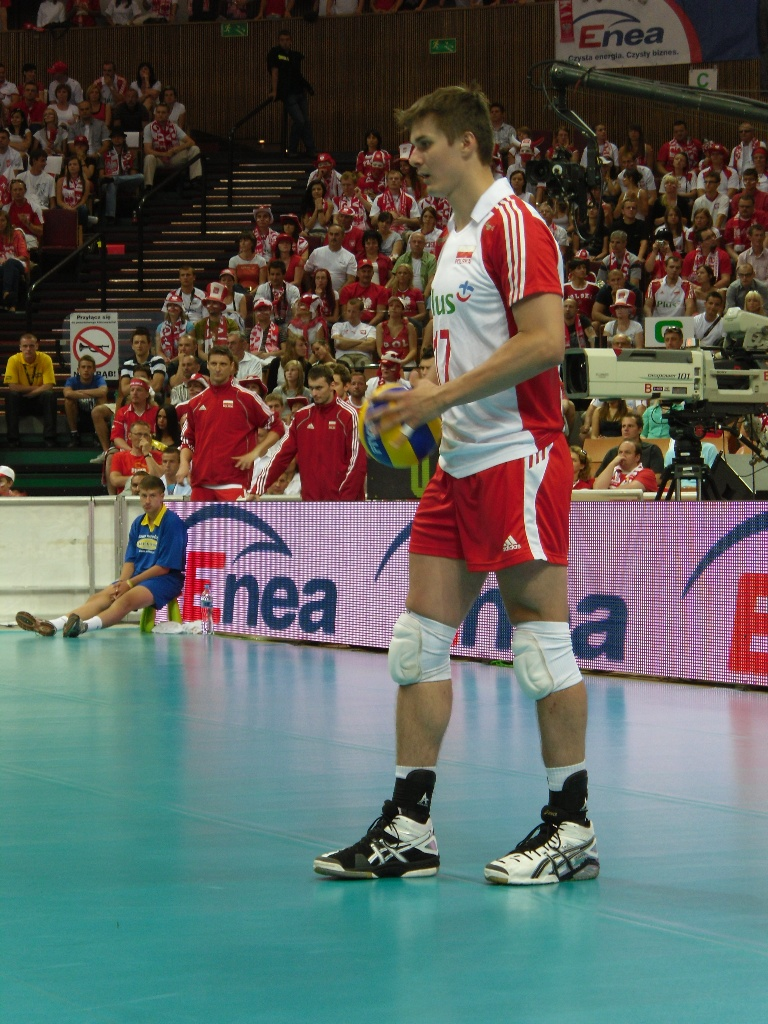
Michał Bąkiewicz reprezentantem Polski w 2010 roku

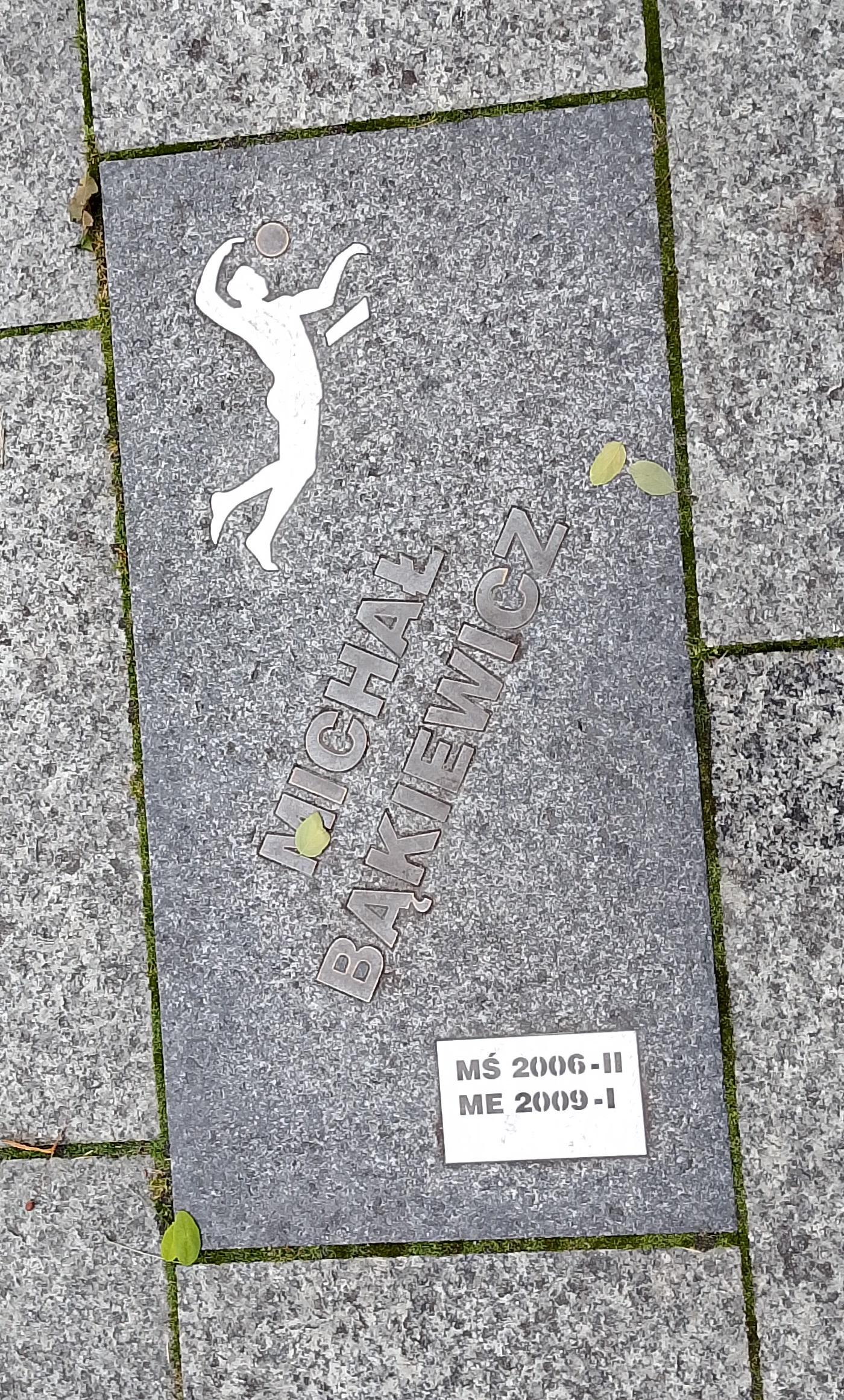
Tablica Michała Bąkiewicza w Siatkarskiej Alei Gwiazd w Bełchatowie

Michał Bogusław Bąkiewicz (ur. 22 marca 1981 w Piotrkowie Trybunalskim) – polski trener siatkarski, a wcześniej siatkarz grający na pozycji przyjmującego. Olimpijczyk z Aten w 2004. 
W sezonie 2024/2025 pełni funkcję wiceprezesa zarządu ds. sportowych w PGE GiEK Skrze Bełchatów.  Od sezonu 2025/2026 został już prezesem bełchatowskiego klubu.

## Kariera siatkarska
Absolwent Szkoły Mistrzostwa Sportowego (w latach 1996–1999 uczył się w SMS-ie Rzeszów, a w latach 1999–2000, po przeniesieniu Szkoły do Spały, w SMS-ie Spała). Grał w Galaxie AZS Częstochowa, EKS Skrze Bełchatów, PZU AZS-ie Olsztyn i w latach 2007–2013 ponownie w bełchatowskiej Skrze.
Jego kariera mogła zakończyć się przedwcześnie z powodu zaburzenia krążenia krwi w dłoni, jednak dzięki pomocy Raúla Lozano, który znalazł mu najlepszych specjalistów we Włoszech, Michał Bąkiewicz wyzdrowiał i wrócił na siatkarskie parkiety w 2006.
W maju 2009 został powołany przez Daniela Castellaniego na kapitana reprezentacji Polski w turnieju Ligi Światowej 2009.
Przed sezonem 2013/2014 ponownie został siatkarzem AZS-u Częstochowa. Pod koniec stycznia 2014 poinformował o zawieszeniu kariery zawodniczej. Przed sezonem 2014/2015 wrócił do gry w AZS-ie Częstochowa, zostając kapitanem tej drużyny. Jednak już przed pierwszym meczem sezonu doznał kontuzji, wskutek czego zakończył karierę sportową.

### Sukcesy klubowe
| Klub                    | Osiągnięcie                | Trofeum        | Rok                         |
| młodzieżowe             |                            |                |                             |
| SMS Rzeszów             | Mistrzostwa Polski Kadetów | srebro         | 1996                        |
| seniorskie              |                            |                |                             |
| Galaxia AZS Częstochowa | Polska Liga Siatkówki      | srebro         | 2001, 2002, 2003            |
| Galaxia AZS Częstochowa | Puchar Top Teams           | brąz           | 2002                        |
| AZS Olsztyn             | Polska Liga Siatkówki      | srebro · brąz  | 2005 2006, 2007             |
| PGE Skra Bełchatów      | Liga Mistrzów              | srebro · brąz  | 2012 2008, 2010             |
| PGE Skra Bełchatów      | PlusLiga                   | złoto · srebro | 2008, 2009, 2010, 2011 2012 |
| PGE Skra Bełchatów      | Puchar Polski              | złoto          | 2009, 2011, 2012            |
| PGE Skra Bełchatów      | Klubowe Mistrzostwa Świata | srebro · brąz  | 2009, 2010 2012             |
| PGE Skra Bełchatów      | Superpuchar Polski         | złoto          | 2012                        |

### Sukcesy reprezentacyjne
Mistrzostwa Świata Kadetów:
- 1999

Mistrzostwa Świata:
- 2006

Mistrzostwa Europy:
- 2009

Liga Światowa:
- 2011

## Kariera trenerska
Na początku grudnia 2014 roku został członkiem sztabu szkoleniowego AZS-u Częstochowa, a 29 grudnia został I trenerem tej drużyny, zastępując na tym stanowisku Marka Kardoša. Po spadku AZS-u Częstochowa z ekstraklasy w 2017 roku Bąkiewicza na stanowisku trenera zastąpił Krzysztof Stelmach.
Od 2017 roku jest członkiem sztabu szkoleniowego SMS-u PZPS Spała, a w marcu 2018 roku został asystentem Mariusza Sordyla w reprezentacji Polski juniorów.
| Lata                                 | Klub                          | Funkcja          |
| ------------------------------------ | ----------------------------- | ---------------- |
| 2014 (od 03.12.2014) (do 29.12.2014) | AZS Częstochowa               | asystent trenera |
| 2014–2017 (od 29.12.2014)            | AZS Częstochowa               | I trener         |
| 2017–2022                            | SMS PZPS Spała                | I trener         |
| 2018                                 | Reprezentacja Polski Juniorów | asystent trenera |
| 2019                                 | Reprezentacja Polski Juniorów | I trener         |
| 2020–2021                            | Reprezentacja Polski Kadetów  | I trener         |
| 2022–2023 (do 23.01.2023)            | PGE Skra Bełchatów            | asystent trenera |
| 2023–2024                            | PGE Skra Bełchatów            | asystent trenera |

### Sukcesy reprezentacyjne
Mistrzostwa Europy Kadetów:
- 2020

Mistrzostwa Świata Kadetów:
- 2021

## Inna działalność
W 2005 wziął udział w rozbieranej sesji dla magazynu „Cosmopolitan”.
W wyborach do Parlamentu Europejskiego w 2014 bezskutecznie ubiegał się o mandat w okręgu łódzkim, startując z listy komitetu wyborczego Sojusz Lewicy Demokratycznej – Unia Pracy i uzyskując 3450 głosów.

## Nagrody i odznaczenia
- 2006: Złoty Krzyż Zasługi[11]
- 2009: Zdobywca tytułu siatkarza w plebiscycie Plebiscycie Siatkarskie Plusy
- 2009: Krzyż Kawalerski Orderu Odrodzenia Polski[12]

## Statystyki siatkarza w reprezentacji Polski
| Turniej                                | Punkty w ataku | Punkty w bloku | Asy serwisowe | Suma |
| Liga Światowa 2003                     | 2              |                |               | 2    |
| Liga Światowa 2004                     | 5              |                | 9             | 14   |
| Igrzyska Olimpijskie 2004              | 21             |                | 4             | 25   |
| Mistrzostwa Świata 2006                | 1              |                |               | 1    |
| Liga Światowa 2007                     | 8              | 4              |               | 12   |
| Liga Światowa 2008                     | 5              | 1              | 1             | 7    |
| Liga Światowa 2009                     | 29             | 3              | 3             | 35   |
| Kwalifikacje do Mistrzostw Świata 2010 | 19             | 5              | 2             | 26   |
| Puchar Wielkich Mistrzów 2009          | 22             | 3              |               | 25   |
| Liga Światowa 2010                     | 10             | 1              | 1             | 12   |
| Liga Światowa 2011                     | 1              | 1              | 1             | 3    |